# Giulio Casali
Giulio Cesare Casali (ur. 13 lutego 1942) – sanmaryński piłkarz, grający na pozycji napastnika, trener piłkarski.

## Kariera piłkarska

### Kariera klubowa
Występował w klubach AC Libertas i San Marino Calcio.

## Kariera trenerska
Po zakończeniu kariery piłkarza rozpoczął pracę szkoleniową. 24 stycznia 1986 został pierwszym trenerem narodowej reprezentacji San Marino, którą prowadził do 1990 roku.